# Debra Ochs
Deborah Lynn „Debra” Ochs (ur. 30 stycznia 1966 w Howell) – amerykańska łuczniczka sportowa. Brązowa medalistka olimpijska z Seulu (1988) w drużynie.
Na igrzyskach olimpijskich 1988 w Seulu indywidualnie zajęła 26. miejsce.

## Osiągnięcia
Igrzyska olimpijskie
- drużynowo (1988)